# Adam Smith (politiker)
David Adam Smith, född 15 juni 1965 i Washington, D.C., är en amerikansk demokratisk politiker. Han representerar delstaten Washingtons nionde distrikt i USA:s representanthus sedan 1997.
Smith avlade 1987 sin grundexamen vid Fordham University och 1990 juristexamen vid University of Washington. Han arbetade sedan som advokat i delstaten Washington och var stadsåklagare i Seattle 1993-1995. Han var ledamot av delstatens senat 1991-1996.
Smith besegrade sittande kongressledamoten Randy Tate i kongressvalet 1996.